# Luci di Tinley Park
Il fenomeno delle Luci di Tinley Park si riferisce a una serie di quattro avvistamenti UFO di massa accaduti nel 2004 (nei mesi di agosto e ottobre), nel 2005 (ottobre)  e nel 2006 (ottobre), a Tinley Park e Oak Park, a Chicago (Illinois). In tali occasioni furono osservate tre luci, di forma sferica e colore dal rosso vivo al rosso arancio, che erano disposte a triangolo e si muovevano lentamente nel cielo notturno senza emettere alcun rumore.

## Avvistamenti e testimonianze
Il primo avvistamento si verificò il 21 agosto 2004 alle 22.30, alla fine di un concerto di Ozzy Osbourne; le luci furono viste da parecchi testimoni e furono anche fotografate e filmate. Il secondo avvistamento si verificò dopo 71 giorni, il 31 ottobre intorno alle 20; fu osservato anch'esso da parecchi testimoni, ragazzi e adulti che erano in giro per la festa di Halloween. Le luci riapparvero successivamente il 1º ottobre 2005 alle 1.10 e anche in questa occasione furono osservate da diversi testimoni. Un ulteriore avvistamento si verificò il 31 ottobre 2006 intorno alle 20, ancora in occasione di Halloween.
Le testimonianze degli avvistamenti differiscono in alcuni particolari. I racconti dei testimoni possono essere divisi in due gruppi principali: nel primo vi sono coloro che sostengono che le luci parevano rimanere in una disposizione rigorosamente triangolare per tutto il tempo, come se fossero fissate ai vertici di un grande oggetto triangolare non illuminato (un oggetto del tipo UFO Triangolare nero); al secondo appartengono quelli che percepirono movimenti indipendenti, come se le luci provenissero da tre oggetti diversi. Alcuni testimoni segnalarono inoltre di avere visto velivoli convenzionali (aerei ed elicotteri) muoversi circolarmente nelle vicinanze delle luci.
Luci simili sono stati osservate, precedentemente a Tinley Park, in molte parti del continente americano inclusa la Columbia Britannica e attraverso tutto il nord-ovest, così come in Texas. Diversi giorni più tardi, due gruppi di tre luci furono nuovamente filmati in Australia.
L'avvistamento è stato definito come uno degli avvistamenti di UFO più documentati tra quelli avvenuti in epoca recente negli Stati Uniti d'America.

## Il caso nei media
Gli eventi sono stati seguiti dai telegiornali locali, così come dal giornale Chicago Sun-Times e poi dalla rivista Chicago Magazine. nel marzo 2007. Il programma radiofonico Coast to Coast AM di Premiere Radio Networks ha dedicato agli avvistamenti la puntata di venerdì 3 dicembre 2004 a cui ha partecipato Peter Davenport, direttore del NUFORC.  Domenica 18 maggio 2008, la Dateline NBC, programma settimanale d'informazione della NBC, mandò in onda l'episodio "10 Close Encounters Caught on Tape", che trattò i fenomeni di Tinley Park, presentato come il "triangolo di Tinley Park", nel loro punto numero 3. Il 29 ottobre 2008 anche History Channel trattò gli eventi nel programma "UFO Hunters", in cui si fece un'analisi dei filmati degli avvistamenti. Per svelare il comportamento degli oggetti, i conduttori del programma usarono le ubicazioni GPS dei filmati, gli angoli di elevazione delle luci rispetto all'orizzonte e i movimenti delle luci. La conclusione fu che le luci si muovevano all'unisono ed erano molto probabilmente collegate. Attraverso le relative prospettive dei video, ripresi da luoghi diversi, stimarono che le dimensioni dell'ipotetico oggetto che le collegava fossero vicine ai 750 piedi di larghezza (circa 225 metri).

## Indagini ufficiali
Sugli avvistamenti di Tinley Park non sono note indagini ufficiali intraprese da parte della FAA o di altre agenzie, e nemmeno alcuna preoccupazione particolare per la sicurezza del pubblico, espressa in seguito agli incidenti, malgrado la potenziale presenza ostruttiva in uno scalo commerciale sorvegliato, dove la fluttuazione oscillante di ostacoli dovrebbe essere presa molto sul serio e affrontata dalle forze dell'ordine. Il comandante della polizia di Tinley Park ha affermato che il locale dipartimento di polizia ha ricevuto le segnalazioni degli avvistamenti, ma non ha avviato in proposito alcuna indagine.
Nessun tracciato radar inaspettato o estraneo fu reso pubblico dalla FAA in seguito agli eventi; ciò porta a escludere la possibilità che si trattasse di aerei convenzionali o elicotteri.

## Interpretazioni
Fu avanzata inizialmente l'ipotesi che l'osservazione delle luci fosse connessa con il Chicago Air Water Show, una manifestazione aeronautica che si svolge annualmente tra il 20 e il 22 agosto; tuttavia, a causa dell'assenza delle luci di navigazione necessarie e alle caratteristiche apparentemente non convenzionali degli oggetti, pare improbabile che questi fossero aerei convenzionali.
Un'altra delle ipotesi avanzate inizialmente fu quella che suggerì che le luci fossero razzi militari di illuminazione; sorgenti incendiarie di luce agganciate a paracadute progettate per illuminare bersagli a terra, qualche volta viste ove si esercitavano velivoli dell'aeronautica. Razzi di segnalazione tipo flare sono stati suggeriti come potenziali responsabili principali del simile ma molto più ampiamente pubblicizzato caso delle luci di Phoenix del 1997. Comunque, in questo caso, filmati e resoconti delle testimonianze non sembrano presentare una discesa lenta accompagnata dal vento, normalmente associata ai razzi di segnalazione. Inoltre le riprese video sembrano suggerire una persistente connessione tra le luci, che comunque nel corso della manifestazione si muovevano in un modo incompatibile con gli oggetti vincolati dalla gravità i cui movimenti sono rallentati dai paracadute.
Bisogna inoltre considerare che i velivoli che sorvolano queste dense periferie di Chicago fanno parte dell'adiacente area operativa che si trova nelle vicinanze di due importanti aeroporti, l'Aeroporto Internazionale di Chicago-Midway e l'Aeroporto Internazionale di Chicago-O'Hare (uno dei più trafficati aeroporti del mondo). L'intenso traffico di questo spazio aereo commerciale rende improbabile e rischiosa la programmazione di esercitazioni militari (di qualsiasi tipo siano), specialmente per quanto riguarda l'illuminazione dei bersagli a terra sopra un'area metropolitana. Comunque Ted Acworth, un collaboratore della trasmissione "UFO Hunters", verificò questa possibilità informandosi con la Scott Air Force Base e non risultò alcuna attività militare nella zona nelle sere del 21 agosto e 31 ottobre 2004.
La sospensione in cielo di oggetti luminosi potrebbe essere considerata come una bufala esplicante il fenomeno, in particolare perché due manifestazioni degli eventi accaddero la vigilia di Halloween, giorni festivi di buon auspicio caratterizzate dalla presenza di burloni, mentre le altre due manifestazioni si verificarono nei giorni di sabato. Alcuni scettici hanno fatto notare in proposito che la simulazione di un UFO mediante palloni aerostatici costruiti con sacchi di plastica e candele o lampade a fiamma è una pratica molto comune. L'ipotesi delle luci appese a palloni è stata avallata da alcuni testimoni e rigettata da altri. Secondo Sam Maranto, un ufologo del MUFON che ha studiato il caso, non si tratterebbe di una bufala organizzata con l'uso di palloni, che non si accorderebbe con la durata e modalità dell'avvistamento. Il colore rosso delle luci porterebbe inoltre ad escludere l'ipotesi di un dirigibile, suggerita da qualche testimone. I molteplici filmati e fotografie degli oggetti, insieme al supporto dato delle testimonianze oculari riguardo al comportamento degli oggetti, farebbero inoltre ipotizzare che questo caso non fu un'errata identificazione di corpi celesti (stelle o pianeti) o di altri fenomeni naturali. Il MUFON ha interpellato la National Weather Service (NWS), che ha escluso l'ipotesi di fenomeni meteorologici; inoltre ha intervistato Mark Hammergren, astronomo e direttore dell'Adler Planetarium di Chicago, che ha escluso che potesse trattarsi di meteoriti o di satelliti artificiali; secondo l'astronomo, l'aspetto delle luci porterebbe ad escludere anche l'ipotesi di lanterne volanti o di lampade a fiamma appese a palloni. L'ufologo Mark Rodeghier, direttore del CUFOS, non esclude completamente la possibilità che potessero essere oggetti costruiti dall'uomo come palloni aerostatici, ma ritiene improbabile che essi avrebbero potuto viaggiare in una formazione così ampia (più di 200 metri) mantenendo il loro assetto. Rodeghier ha affermato che per dare un giudizio definitivo ci vorrebbero maggiori informazioni rispetto a quelle disponibili.
Lo scettico Tim Printy ha trovato diverse somiglianze tra gli avvistamenti di Tinley Park e il caso di Morristown del 2009, dove alcune luci misteriose osservate in cielo erano in realtà uno scherzo (organizzato con l'uso di lampade a fiamma e palloni aerostatici), che è stato successivamente confessato dagli organizzatori; nel caso di Tinley Park, nessuno ha invece ammesso di avere lanciato palloni, così gli ufologi che si erano pronunciati sul caso hanno potuto mantenere le loro posizioni. Printy ha inoltre affermato di non ritenere convincente l'analisi degli ufologi che hanno ritenuto che le luci fossero attaccate ad un oggetto triangolare Anche l'ufologo scettico Martin Kottmeyer appoggia l'ipotesi dei palloni, suggerendo che in questo caso portassero lampade a LED anziché a fiamma. Anche Kottmeyer non ritiene convincente l'analisi dei conduttori della trasmissione UFO Hunters.
Nonostante le varie ipotesi, non si è arrivati a conclusioni definitive e l'origine degli oggetti rimane sconosciuta ancora oggi.